# 埃里克·澤穆爾
埃里克·朱斯坦·莱昂·澤穆爾（法語：Éric Justin Léon Zemmour，發音：[eʁik zemuʁ] ⓘ；1958年8月31日—）是法國政治記者，猶太人，散文家，作家，電視評論員。自2019至2021年期間，他是CNews電視台每日《面對新聞》（Face à l'Info）節目的編輯和參與者。主流新聞媒體將澤穆爾描述為極右派，而澤穆爾在政治上自我認同為戴高樂主義者和波拿巴主義者。
澤穆爾認為伊斯蘭教跟法國傳統的天主教難以調和、相容，對生活在法國而信奉原教旨主義者表示擔憂，根據發生在法國本土的幾次惡性事件，他時常提醒人們注意將會出現更加嚴重的後果。
澤穆爾主張所有法國人都須熱愛法國，承認並捍衛其文化價值，移民應入鄉隨俗，而不能堅持異域習俗，他讚成大取代論之觀點，即認為若再不管制邊境，根據生育率引起的人口結構變化，「純種法國人」將被外來移民，尤其是穆斯林所取代。澤穆爾善用社群媒體，且言談引經據典，讓他獲得不少年輕支持者。在他尚未宣布參選2022年法國總統選舉時，民調支持度就位居第2，超越極右民粹主義政黨民族陣線的領袖瑪琳·勒朋。
澤穆爾在2021年11月30日在YouTube平台發布參選影像短片，正式宣佈角逐明年2022年法國總統大選，挑戰尋求連任的法國總統馬克宏。他將會作為獨立侯選人而不加入任何政黨。

## 人生經歷及事業

### 早年和教育
埃里克·澤穆爾於1958年8月31日出生於蒙特勒伊，當時屬於塞納省，現在則是塞納-聖但尼的一部分。他的父母是來自阿爾及利亞的柏柏爾猶太人，擁有法國公民身份，他們在阿爾及利亞戰爭期間來到法國本土。  他在法蘭西島大區德朗西及巴黎紅堡區長大父親Roger Zemmour是一名救護員，而母親Lucette Zemmour是家庭主婦。他說他很欣賞母親和祖母，因為他的父親經常不在家，所以他是由兩個女人撫養長大以及教成如何做一個男人。
澤穆爾1979年畢業於巴黎政治學院

### 個人生活
1982年，澤穆爾與專門研究破產法的突尼斯猶太裔律師米萊娜·奇奇波蒂奇（Mylène Chichportich）結婚。她在媒體上始終保持著低調，從不評論丈夫的爭議及政治取態。他們共有三個孩子，兩個男孩和一個女孩。

## 成為政治記者
澤穆爾於1986年起在法國報紙"Le Quotidien de Paris"上成為政治記者。1994年該報停刊後，他轉而成為 Info-Matin 的主要作家，並在那裡待了一年。他於 1996 年加入費加羅報，擔任政治記者。在此期間，他還是兩間法國媒體Marianne (1997) 和 Valeurs actuelles (1999)的自由撰稿人。2010年他被調到副刊，但在2013年又被調費加羅報擔任常駐記者。自那之後，他就一直在該報上定期寫作，直到2021年9月他請長假來宣傳他的新書。他同時也是法國雜誌Le Spectacle du Monde的政治專欄作家。

## 作家生涯
澤穆爾是一位作家，出版過許多作品。他曾撰寫關於法國前總理愛德華·巴拉杜及法國前總統賈克·席哈克的傳記及其他的一些政治論文，兩本書分別為"Balladur, immobile à grands pas"及"L'Homme qui ne s'aimait pa"。其他較值得注意的書籍有"Le premier sexe" ，這是本關於社會女性化的書籍。他曾為電影《成為席哈克》撰寫電影劇本。2010年3 月，他憑藉 "Mélancolie française"（法國的憂鬱）贏得了 Prix du livre incorrect獎，這本書是由他的視角來重溫法國的歷史。2014 年的新著作" Le Suicide français"（法國自殺）銷量超過 500,000 冊。

## 電視名嘴
從2003年9月起，澤穆爾每週都會參與CNEWS的節目Ça se dispute，他還出現曾在 Canal+ 的 Vendredi pétantes 節目中。從 2006 年 9 月開始，他重新加入 France 2 參加由 Laurent Ruquier 主持的節目 On n'est pas couché，負責對引人注目的電影、書籍或專輯進行評論。在這個節目中，他常與其他被其批評的人起口頭衝突。從2011年9月起，他成為 Zemmour et Naulleau 的每周嘉賓，這是一個晚間脫口秀。到 2021 年，澤穆爾的節目每晚收視人數約為900000人，是 2019 年的十倍。

## 人身威脅
由於其出眾的言論及鮮明的政治立場，澤莫爾曾多次受到威脅。
2015年，在查理周刊槍擊案後，澤莫爾臨時被警方安排保護。
2020年4月30日，澤莫爾在巴黎獨自行走時，受到一名男子的侮辱和威脅。肇事者本人錄製了整起事件，並放到社交媒體上吹噓自己的行為，影像資料中顯示，澤莫爾被拍攝時一直無視該男子，並試圖離開。此後不久，澤穆爾接到了馬克龍總統的電話，他們在電話中討論了這一事件。肇事者後來解釋說，澤穆爾的辯論技術太強，自己除了侮辱之外，也做不了其它甚麼。他後來被判緩刑三個月。
2021年9月27日，澤穆爾在巴黎再次受到威脅，一名男子以伊斯蘭教的名義對住他發出死亡威脅。
自2020年10月起，他再次受到警方的全天候式保護。
2021年12月5日，澤穆爾在巴黎東北部一座大型展覽中心出席首場競選集會時遇襲，手腕受輕傷。

## 2022年法國總統大選的候選人
2021年，為了宣傳他於9月出版的新書，他進行了一次法國全國巡迥演講。他的新書在前四天便售出超過8萬冊，前三週售出16萬5千冊。在法國電視二台（France 2）的訪問中，他表示自己的參選只是時間問題，但他不願正面表示何時會正式參選。在整個9月，他在被不同媒體採訪時都提到這一想法，他因此作為潛在候選人開始進入主流媒體的視野中。
在距離2022年法國總統大選還有半年時，澤穆爾的民調開始急劇上升。哈里斯（Harris Interactive）在9月的民調中，首度測試澤穆爾的民意，當時他獲得了7%的支持。
9月24日，澤穆爾與左翼總統候選人讓-呂克·梅朗雄進行了長達兩小時的電視辯論，吸引了超過380萬觀眾觀看.。
其後在10月6日公布的大選第一輪投票傾向民調，澤穆爾支持度急升至17%，現任總統馬克宏以24%的支持度排首位，多次參選的瑪琳．雷朋(Marine Le Pen)則以15%緊追在後，這是自2013年來，雷朋首次在民調中失去參與第二輪投票的機會，而此時澤穆爾還未宣布參與選舉，但開始引起眾多媒體的關注。法國「星期日報」（Journal du Dimanche）28日刊登由法國公眾意見機構（Ifop）所做的最新民調，澤穆爾支持度稍微回落，以14%至15%的支持率落居第3位，落後馬克宏和雷朋分別為25%和19%-20%的支持率。
2021年11月30日澤穆爾在YouTube平台發布的參選影片，正式宣佈角逐明年2022年法國總統大選，挑戰尋求連任的法國總統馬克宏。他將會作為獨立侯選人而不加入任何政黨。

## 澤穆爾的政治立場
澤穆爾的政治立場傾向波拿巴主義及戴高樂主義。
自2014年起，澤穆爾就一直被法國媒體普遍稱為“極右翼人士”。法國歷史學家洛朗·喬利 (Laurent Joly)認為，自莫里斯·巴雷斯
和夏爾·莫拉斯以來，法國就沒有任何一個具極右思想的知識分子、記者或作家能擁有如此龐大的讀者群。相反地，法國政治專家讓-伊夫·加繆(Jean-Yves Camus)指出澤穆爾不能被定性為極右翼。他解釋道︰我們不能對極右翼的定義誇大其詞。極右翼不可避免地是指法西斯和納粹的經歷及合作。澤穆爾對某些歷史分析非常有爭議，尤其是關於貝當元帥和二戰期間的猶太人。但他並不是法西斯主義者，這對我來說似乎是顯而易見的。當被問及澤穆爾相對於瑪麗娜·勒龐的定位時，加繆將他列為「右翼」，更準確地說，是屬於“激進保守右翼”，認為他不能被視為極右翼。
澤穆爾的反移民立場鮮明，在其發布的參選影片中，他說現在已不再是改革法國的時刻，而是要去拯救法國的關頭。他指「移民並非我們所有問題的根源，但它加劇了所有問題」，最終令法國人「在自己國家裡感覺自己像外國人」。澤穆爾又抨擊法國現任總統馬克宏（Emmanuel Macron），指他曾承諾過要當一名全新領導人、到頭來卻只是「他前任者的綜合體」。  

## 國際關係
作為戴高樂主義者，澤穆爾主張法國與美國保持距離，並且與俄羅斯建立更密切的關係，以及加強對歐盟及其外交政策的獨立性。他曾表示，諾曼底登陸既是美國對法國的解放，也是對法國的「殖民」。他還呼籲強化法國軍隊，認為法國現時在國際舞台上保留的唯一影響力是取決於其軍隊的實力和核防禦能力。 他也支持退出北約的綜合軍事指揮部。

### 對俄羅斯的看法
澤穆爾認為必須與俄羅斯改善關係，作為戴高樂主義者，他認為歐洲應要格守「從大西洋到烏拉爾」的原則，與各國維持友好關係的同時，力保國家利益及主權完整。 他贊成法國承認俄羅斯在克里米亞的主權，並提建議取消西方在克里米亞公投後對俄羅斯採取的“不公平”和“適得其反”的反俄制裁。他認為妖魔化俄羅斯是愚蠢的舉動，相反是應該要與俄羅斯結成聯盟，因為美國真正的敵人是中國。

## 社會和經濟問題

### 社會問題
他在眾多法國社會及文化問題上採取了保守立場。

### 經濟問題
澤穆爾支持經濟保護主義。
他對現時政府的開支比例不滿，指法國在社會保障及公共支出方面佔了分別30%和56%的GDP比例，是這方面的「世界冠軍」。而政府收入中的47%是依靠各種強制性繳款，例如直接稅和其他各種稅頂。他指出法國的大量預算用於幫助外國人和移民，例如他們能從國家家庭津貼基金中受益。澤穆爾指他當選會停止對外國人的各種福利和補貼，並聲稱這將為法國預算每年節省20至300億歐元。他還主張取消對外國人的國家醫療援助，這項開支每年要花費10億歐元的國家預算。
他在經濟上表現出相當的反自由主義傾向，他反對自由貿易，而這也促使他反對歐洲聯邦制和歐盟，他認為這雖然是有利於商品的自由流動，但會與法國的社會模式產生深刻的衝突。他說，由於歐盟的存在，左派和右派一樣，都必須實行同樣的經濟政策、支持社會自由主義或自由社會主義，

### 退休議題
澤穆爾認為應將退休年齡提高到 64 歲。

### 稅收和社會貢獻
澤穆爾希望降低企業稅。他也提議將向一般收入者所徵收的CSG稅稅率（法國的一種用於社福的稅款）從 9% 降至 2.5%，他認為這能令最低收入者的實際工資上升。為了同時既不減少法國人的社福保障，但同時有足夠來源來為減稅提供資金，及令國家再次團結，他提議取消外國人也能同時享有的眾多福利，把資金用來援助法國公民。他認為這會為國家節省200億美元。

### 歐元和自由貿易問題
澤穆爾主張退出歐元區，但他暫時不再支持這種想法，因為他認為現階段退出的話，對法國經濟會弊大於利。 他寧願專注於自由貿易的問題，為捍衛法國利益，他傾向阻止自由貿易條約，鼓勵本地生產及主張對戰略產品徵收進口稅。

### 企業家精神和國家角色
澤穆爾希望將企業家、農民和自僱人士從他所說的「官僚地獄」中解放出來，他說他們面臨著「標準化的海嘯」。 他提議設立一個高級委員會，負責簡化法國的行政官僚系統，因為他認為簡化規則是給企業供氧的關鍵第一步。

### 移民和及融入政策
他贊成大取代論之觀點，認為法國人有可能被外來移民取代。
在 2021年8月的一次訪問中，他被問到對法國移民問題的看法，他說︰「我們必須停止人口流動，而我不並只是在談論非法移民，合法移民也在考慮範圍內....如果有太多的移民不願同化進法國社會裡，那麼人口被取代將是不可避免的。」在2021年10月的一次公開會議上，澤穆爾再次要求法國重新檢視現時非法移民和合法移民的政策。
澤穆爾長期以來一直支持移民同化到法國文化及傳統中，並且一直強烈反對大規模移民政策，他認為當前的移民模式過於寬松。200 年11月，他接受了 Le Choc du mois 月刊的採訪，在訪問中他把移民比作「人口海嘯」。2007 年，他支持法國議員蒂埃里·馬里亞尼 (Thierry Mariani) 對移民政策的修正案，該修正案需要移民家屬進行基因檢測才能獲得家庭團聚的資格。在眾多場合，他都宣稱支持同化及融合政策。他也多次表達了對青年時代的懷念，認為當時法國社會在文化上更加統一。

## 人權議題
澤穆爾經常站在一些傳統人權組織及人權提倡者的對面，認為許多提議是新殖民主義及後現代主義的表現。

### 種族問題
澤穆爾曾說想對80年代的反種族主義運動進行審判。他指在看過法國學者塔吉耶夫（Pierre-André Taguieff）對60年代的右派運動及反歧視研究後，他明白反種族主義及進步主義都是共產主義的繼承者，都是使用同樣的極權主義方式去達成目的。在他看來，反種族主義是前任法國總統弗朗索瓦·密特朗（François Mitterrand）為了讓人們忘記左翼在1983年轉向經濟自由主義，而發起的一種轉移視線的策略。他聲稱現代的反種族主義運動，是上世紀左派製作的一種意識形態。

### 女權主義和同性戀
在他的書本《Le premier sexe》裡，他認為20世紀的「去男性化」、女性主義及同性戀都被現代資本主義利用，被當成企業用來增加消費額的「後備軍」及對象。

## 個人爭議
澤穆爾因不時發表涉及伊斯蘭教、移民及女性的挑釁性言論，令他多次面臨法律訴訟，也曾2次以「煽動仇恨」為由，分別在2011年及2018年被定罪。但他在2019年以歐洲人權宣言第十章 - 保護言論自由為理據，把2018年的判決上訴至歐洲人權法院，該案現時還在審議。
2015年11月17日，在巴黎連環襲擊案發生後的四天後，澤穆爾在電台RTL上表示︰「法國不應轟炸拉卡，而應轟炸莫倫貝克（眾多歐洲恐怖分子的來源地）」。這言論在比利時引起了憤怒。在2016年的一篇專欄文章中，他再次指莫倫貝克充滿了恐怖份子，而法國裡則充滿了莫倫貝克。

## 出版刊物

### 紀實作品
- 1995: Balladur, immobile à grands pas, Grasset ISBN 978-2-246-48971-9
- 1998: Le Livre noir de la droite, Grasset et Fasquelle ISBN 978-2-246-56251-1
- 1998: Le Coup d'État des juges, Grasset et Fasquelle ISBN 978-2-246-52551-6
- 1998: Une certaine idée de la France, collectif, France-Empire ISBN 978-2-7048-0872-4
- 2000: Les Rats de garde, in collaboration with Patrick Poivre d'Arvor, Stock ISBN 978-2-234-05217-8
- 2002: L'Homme qui ne s'aimait pas, Balland ISBN 978-2-7158-1408-0
- 2006: Le premier sexe, Denoël, ISBN 978-2-207-25744-9 – republished J'ai lu, 2009
- 2010: Mélancolie française, Fayard /Denoël ISBN 978-2-213-65450-8 – republished Le Livre de Poche, 2011.
- 2011: Z comme Zemmour, Le Cherche midi ISBN 978-2-7491-1865-9
- 2012: Le Bûcher des vaniteux, Albin Michel ISBN 9782226240248
- 2013: Le Bûcher des vaniteux 2, Albin Michel ISBN 9782226245410
- 2014: Le Suicide français, Albin Michel ISBN 9782226254757
- 2016: Un quinquennat pour rien, Albin Michel ISBN 9782226320087
- 2018: Destin français, Albin Michel ISBN 9782226320070
- 2021: La France n'a pas dit son dernier mot, Rubempré ISBN 9782957930500 (translation of title: France has not said its last word yet[87])

### 小說
- 1999: Le Dandy rouge, Plon ISBN 978-2-259-19058-9
- 2004: L'Autre, Denoël ISBN 978-2-207-25496-7
- 2008: Petit Frère, Denoël ISBN 978-2-207-25668-8 – republished J'ai lu, 2009

## 獎頂
- 2010 Prix de la Liberté d'expression (Enquête & Débat)
- 2010 Prix du livre incorrect
- 2011 Prix Richelieu (Association de Défense de la langue française)
- 2015 孔堡-夏多布里昂大奖 (Académie Chateaubriand)

## 有關澤穆爾的書籍
- Chems-Eddine Hafiz, De quoi Zemmour est devenu le nom, Éditions du Moment, Paris, 2010, page 128 ISBN 978-2-35417-107-0
- Mohamed Sifaoui, Éric Zemmour, une supercherie française, Armand Colin, Paris, 2010, pages 251 ISBN 978-2-200-25559-6
- Shlomo Sand, The End of the French Intellectual, a critique of three French intellectuals including Zemmour

## 外部連結
- 埃里克·澤穆爾的X（前Twitter）